# Louis Dupré (peintre)
Pour les articles homonymes, voir Louis Dupré et Dupré.
Louis Dupré, né en 1789 à Versailles, mort en 1837 est un peintre d'histoire et lithographe français.

## Éducation et expositions
Après avoir été l'élève de Jacques-Louis David à Paris, Louis Dupré devient pensionnaire à Rome de Jérôme Bonaparte, Roi de Westphalie, et fut nommé peintre officiel de ce prince en 1811.
Il peint Jérôme Bonaparte sauvant un de ses gardes du corps qui était entraîné dans un torrent, un tableau de 8 pieds exécuté en Westphalie ;
Puis, séjournant à Naples, il peint :
- Homère au tombeau d'Achille, placé dans les appartements du prince de Salerne ;
- Une bataille où le général Filanghieri est représenté blessé ;
- Une famille composée de onze personnages qui sont dans une barque, le père, aidé de son fils aîné, tient les rames, la mère au gouvernail.

Plus tard, son Camille chassant les Gaulois, tableau de 14 pieds sur 15, est acheté par la Maison du Roi (château de Versailles). Ce tableau paraît à l'exposition du Musée Royal en 1824 où figurent également Vue d'Athènes d'après nature et divers costumes faits en Grèce d'après nature, Ali Pacha de Janina à la chasse sur le lac de Butrinto (aquarelle), et les dessins rapportés de son voyage à Athènes et à Constantinople, publiés sous forme de lithographies faites par lui-même et formant une collection de 50 planches.
Exposé à ce salon en 1827 Un grec arborant son étendard sur les murs de Salone, un tableau appartenant au prince de Montfort à Rome.
Louis Dupré a exécuté douze dessins qui lui ont été commandés par la Maison du Roi, pour l'ouvrage du sacre de Charles X. Dans ce nombre de portraits en pied du Roi, du Dauphin, des Ducs de Bourbon, d'Orléans, de Grammont, et du Chancelier.
Saint-Médard couronnant la rosière de Salency est un tableau de 12 pieds qui lui a été commandé pour l'église de Saint-Médard.
Il fait notamment les portraits de David, statuaire, Granet, François Pouqueville et Rossini.
En 1830, Louis Dupré envoya de Rome un tableau représentant une scène du Déluge qui a été exposé à l'Institut.
Il obtient une médaille d'or au salon de 1824.
Il meurt célibataire à l'âge de 48 ans, à son domicile de la rue Cassette.

### Lithographies

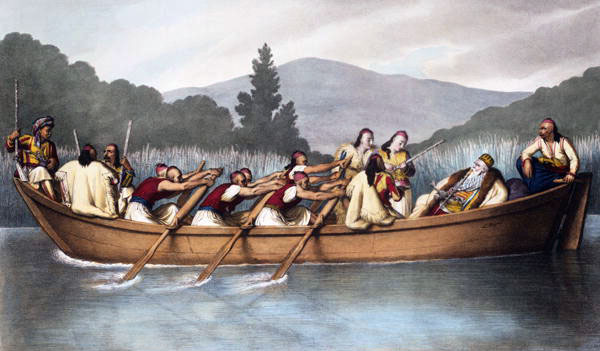
Ali Pacha à la chasse sur le lac de Butrinto
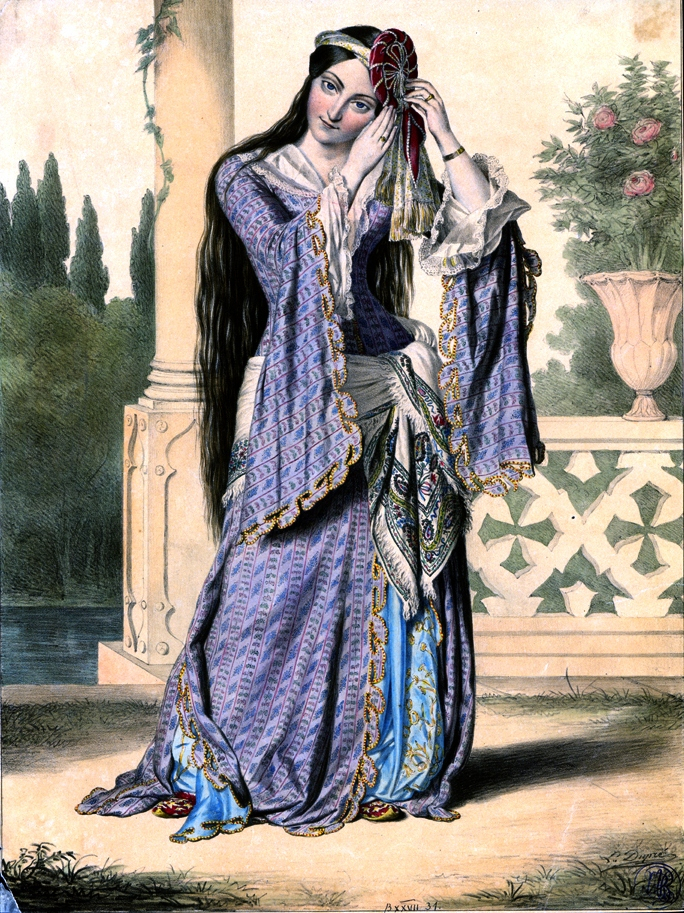
Princesse Hélène Soutzo
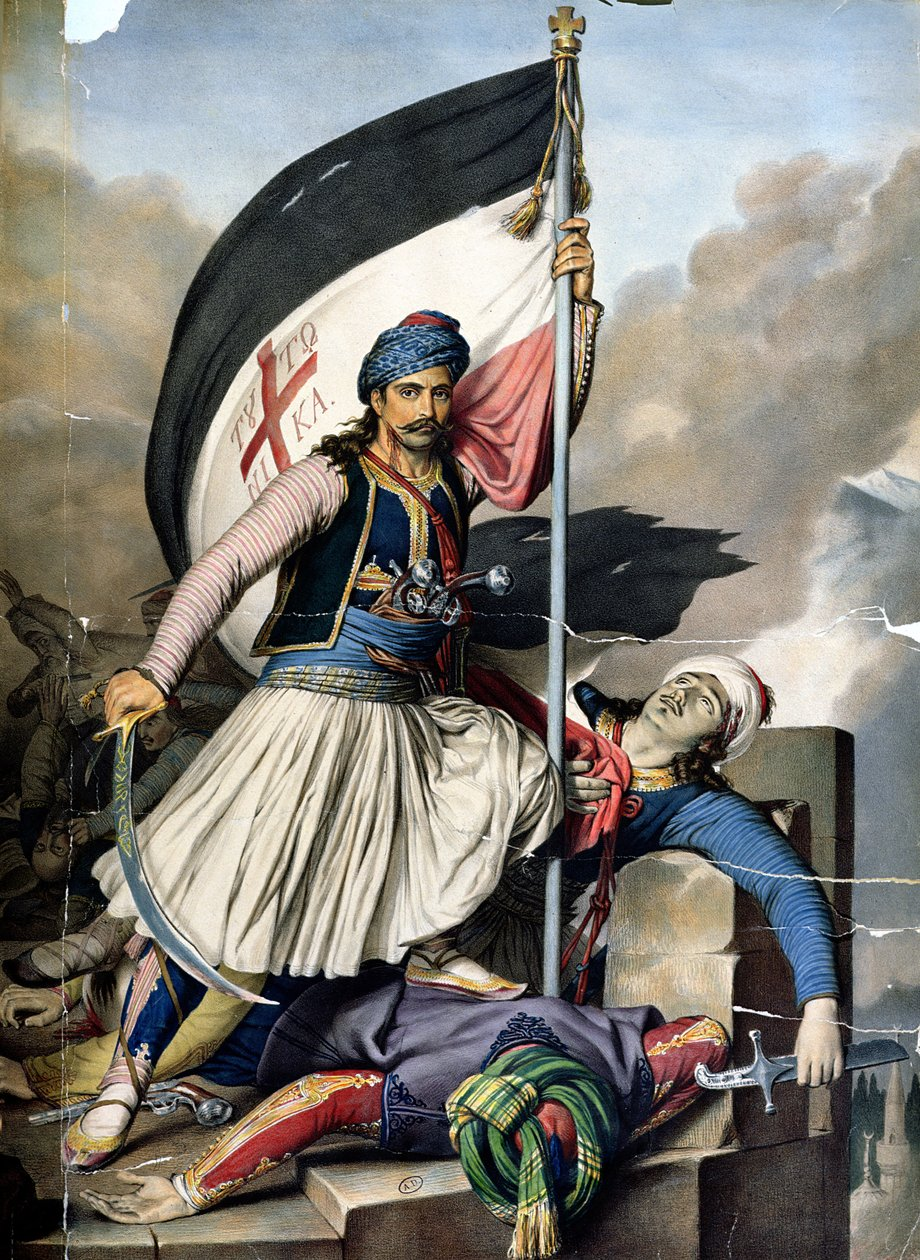
Un Grec arborant son étendard sur les murs de Salone
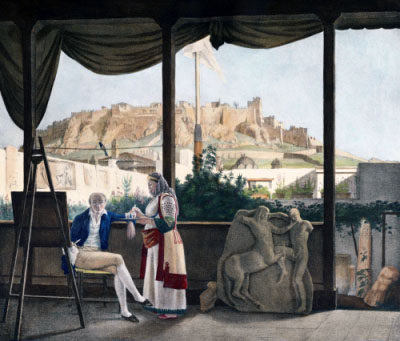
Le Consul Fauvel à Athènes 1825
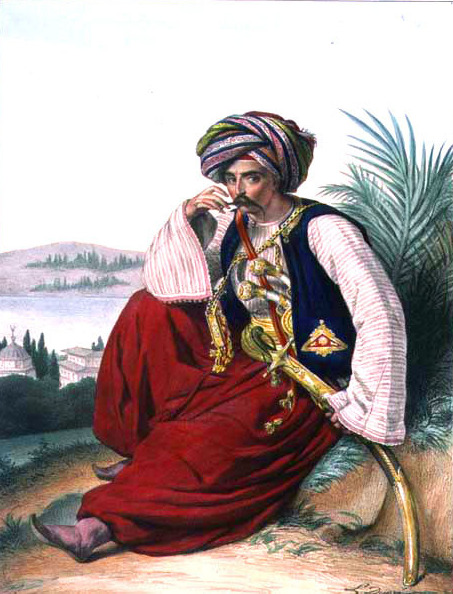
un Mameluk 1825
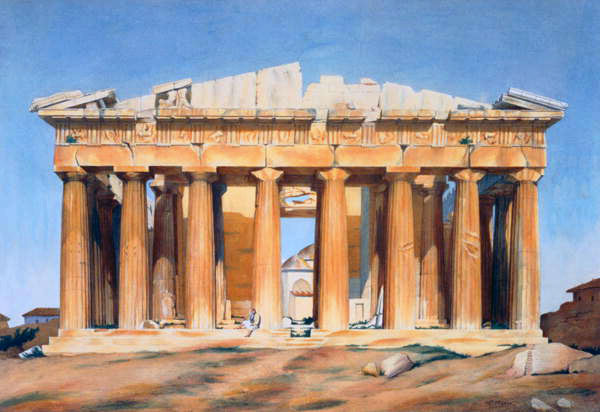
Le Parthénon 1825
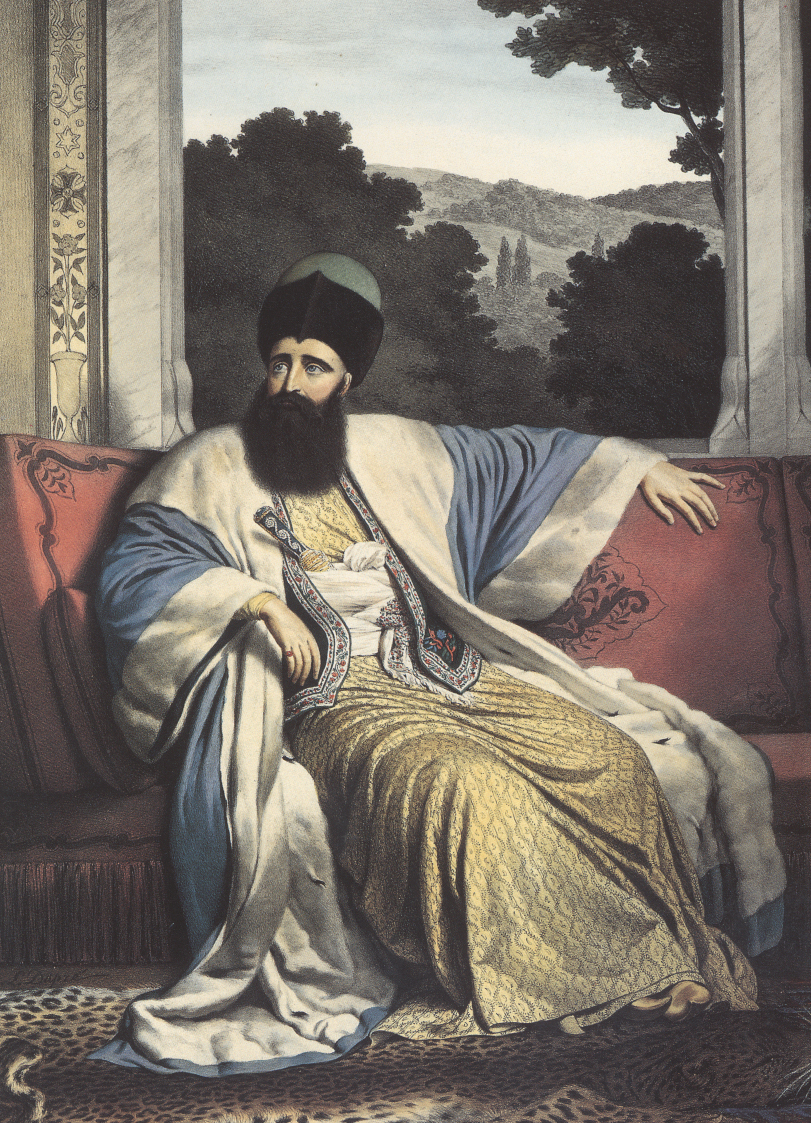
Prince Michel Soutzo 1825

## Œuvres
Camille sauve Rome des Gaulois, huile sur toile, 1823. Musée des beaux-arts de Bernay (Eure)